# 植田いつ子
植田 いつ子（うえだ いつこ、1928年10月20日 - 2014年6月3日）は、日本のファッションデザイナー。熊本県玉名市出身。

## 略歴
玉名市河崎の商家で、6人兄弟の5番目に生まれる。父親が自転車店を営むため玉名駅前に転居。
玉名町弥富小学校、高瀬高等女学校を経て、当時唯一学徒動員がなかった熊本県女子師範学校に進学、卒業後に上京。
桑沢デザイン研究所で桑沢洋子に師事。同時に文化学院デザイン科に通うかたわら絵画研究所で学ぶ。桑沢にデザイナーになることを勧められ、1952年に銀座の高級店「銀座ビジョン」「銀座レインボー」に勤務、チーフデザイナーのジョージ岡に学ぶ。
久我アキラのアシスタントを経て1956年独立「植田いつ子アトリエ」を開設。1964年ファッションショーを開催。1975年パリでファッションショーを開く。
1976年に皇太子妃（当時）美智子のデザイナーを拝命し2012年まで務める。
1986年ホテルオークラでデザイン活動30周年、1996年サントリーホールで40周年の記念ファッションショーを行った際には、共に皇后・美智子が臨席した。
作家の向田邦子とは親しく付き合い、数多くの服を仕立てた。向田が直木賞受賞パーティーの時には、植田がデザインした衣装を着用している。
オートクチュール・プレタポルテ・ジュエリー（ミキモト）・舞台衣装と様々なジャンルの服飾デザインで活躍した。
2013年2月、アトリエ閉鎖。ドレス作品やデッサンなど多数を玉名市と桑沢デザイン研究所に寄贈。
2014年6月3日、心不全のため、東京都内で死去。85歳没。入院中には皇后・美智子から数回コンソメスープの差し入れがあり、7月15日に東京都内で開かれた「お別れの会」には、皇后・美智子も植田がデザインしたブラウスジャケット姿で出席、献花をした。

## 受賞歴
- 1975年 日本ファッションエディターズクラブ賞（FEC賞）
- 1997年 桑沢特別賞[17]
- 2003年 熊本県近代文化功労者(第56回）[18]
- 2015年 玉名市名誉市民

## 著書
- 布・ひと・出逢い（1992年10月・主婦と生活社、1997年11月・集英社文庫、2015年2月・集英社文庫「美智子皇后のデザイナー植田いつ子」とサブタイトルをつけた改訂版（電子版あり））
- 植田いつ子の世界（大倉舜二共著、1983年9月・平凡社）[19]
- 布に聴く（1996年3月・PHP研究所)
- 植田いつ子の装い方上手（2003年4月・海竜社）
- 布と夢―植田いつ子の仕事（大倉舜二撮影、2008年12月・PHP研究所）